# Петковци (област Велико Търново)
 Тази статия е за селото в Област Велико Търново.  За другото село със същото име вижте Петковци (Област Габрово).  
Петковци е село в Северна България. То се намира в община Елена, област Велико Търново.

## География
Село Петковци се намира в планински район.